# Zethus erythrogaster
Zethus erythrogaster är en stekelart som beskrevs av Cameron 1907. Zethus erythrogaster ingår i släktet Zethus och familjen Eumenidae. Inga underarter finns listade i Catalogue of Life.